# Pogostemon crassicaulis
Pogostemon crassicaulis là một loài thực vật có hoa trong họ Hoa môi. Loài này được (Benth.) Press miêu tả khoa học đầu tiên năm 1982.